# Kanton Albi-Jih
Kanton Albi-Jih (francouzsky Canton d'Albi-Sud) je francouzský kanton v departementu Tarn v regionu Midi-Pyrénées. Tvoří ho šest obcí.

## Obce kantonu
- Albi (jižní část)
- Carlus
- Le Sequestre
- Puygouzon
- Rouffiac
- Saliès